# Kalohort
Kalohort (lat. Calochortus), rod trajnica iz porodice ljiljanovki (Liliaceae) smješten u potporodicu Calochortoideae. Domovina ovog roda je Sjeverna Amerika, od obale Kanade na jug do Gvatemale.
Priznato je preko 70 vrsta

## Vrste
1. Calochortus albus (Benth.) Douglas ex Benth.
2. Calochortus amabilis Purdy
3. Calochortus ambiguus (M.E.Jones) Ownbey
4. Calochortus amoenus Greene
5. Calochortus apiculatus Baker
6. Calochortus argillosus (Hoover) Zebzll & Fielder
7. Calochortus aureus S.Watson
8. Calochortus balsensis García-Mend.
9. Calochortus barbatus (Kunth) Painter
10. Calochortus bruneaunis A.Nelson & J.F.Macbr.
11. Calochortus catalinae S.Watson
12. Calochortus cernuus Painter
13. Calochortus ciscoensis S.L.Welsh & N.D.Atwood
14. Calochortus clavatus S.Watson
15. Calochortus coeruleus (Kellogg) S.Watson
16. Calochortus concolor (Baker) Purdy & L.H.Bailey
17. Calochortus coxii M.R.Godfrey & Callahan
18. Calochortus dunnii Purdy
19. Calochortus elegans Pursh
20. Calochortus eurycarpus S.Watson
21. Calochortus excavatus Greene
22. Calochortus exilis Painter
23. Calochortus fimbriatus H.P.McDonald
24. Calochortus flexuosus S.Watson
25. Calochortus foliosus Ownbey
26. Calochortus fuscus Schult.f.
27. Calochortus ghiesbreghtii S.Watson
28. Calochortus greenei S.Watson
29. Calochortus gunnisonii S.Watson
30. Calochortus hartwegii Benth.
31. Calochortus howellii S.Watson
32. Calochortus × indecorus Ownbey & M.Peck
33. Calochortus invenustus Greene
34. Calochortus kennedyi Porter
35. Calochortus leichtlinii Hook.f.
36. Calochortus longibarbatus S.Watson
37. Calochortus luteus Douglas ex Lindl.
38. Calochortus lyallii Baker
39. Calochortus macrocarpus Douglas
40. Calochortus marcellae G.L.Nesom
41. Calochortus mendozae Espejo, López-Ferr. & Ceja
42. Calochortus minimus Ownbey
43. Calochortus monanthus Ownbey
44. Calochortus monophyllus (Lindl.) Lem.
45. Calochortus nigrescens Ownbey
46. Calochortus nitidus Douglas
47. Calochortus nudus S.Watson
48. Calochortus nuttallii Torr.
49. Calochortus obispoensis Lemmon
50. Calochortus occidentalis M.A.García-Mart. & Aarón Rodr.
51. Calochortus ownbeyi M.A.García-Mart., Aarón Rodr. & H.P.McDonald
52. Calochortus palmeri S.Watson
53. Calochortus panamintensis (Ownbey) Reveal
54. Calochortus persistens Ownbey
55. Calochortus plummerae Greene
56. Calochortus pringlei B.L.Rob.
57. Calochortus pulchellus (Benth.) Alph.Wood
58. Calochortus purpureus (Kunth) Baker
59. Calochortus raichei Farwig & V.Girard
60. Calochortus rustvoldii Callahan
61. Calochortus simulans (Hoover) Munz
62. Calochortus spatulatus S.Watson
63. Calochortus splendens Douglas ex Benth.
64. Calochortus striatus Parish
65. Calochortus subalpinus Piper
66. Calochortus superbus Purdy ex Howell
67. Calochortus syntrophus Callahan
68. Calochortus tiburonensis A.J.Hill
69. Calochortus tolmiei Hook. & Arn.
70. Calochortus umbellatus Alph.Wood
71. Calochortus umpquaensis Fredricks
72. Calochortus uniflorus Hook. & Arn.
73. Calochortus venustulus Greene
74. Calochortus venustus Douglas ex Benth.
75. Calochortus vestae (Purdy) Wallace
76. Calochortus weedii Alph.Wood
77. Calochortus westonii Eastw.